# Boonville (Californie)
Pour les articles homonymes, voir Boonville.
Boonville est une census-designated place du comté de Mendocino, dans l'état de Californie aux États-Unis.

## Démographie
| 2000 | 2010  |
| ---- | ----- |
| 741  | 1 035 |